# Samuel Newton
Samuel Robert Newton (23. november 1881 - 11. oktober 1944) var en canadisk skytte som deltog i OL 1924 i Paris.
Newton vandt en sølvmedalje i skydning under OL 1924 i Paris. Han kom på en andenplads i holdkonkurrencen i lerdueskydning-konkurrencen. De andre på holdet var George Beattie, James Montgomery, Samuel Vance, John Black og William Barnes.